# 아마루메역
아마루메역(일본어: 余目駅 あまるめえき[*])은 일본 야마가타현 히가시타가와군 쇼나이정에 위치한 동일본 여객철도의 철도역이다. 우에쓰 본선의 소속역이며, 이 역을 기·종점으로 하고 있는 리쿠우사이 선 등 2개의 노선이 운행되고 있다. 섬식 승강장 2면 4선 구조를 갖춘 지상역이다.

## 타는 곳
| 1 | ■ 우에쓰 본선   | (승강장 유효 길이가 해당되지 않기 때문에 취급하지 않음) | (승강장 유효 길이가 해당되지 않기 때문에 취급하지 않음) |
| 2 | ■ 우에쓰 본선   | 하행                                                    | 사카타 · 우고혼조 · 아키타 방면                         |
| 3 | ■ 우에쓰 본선   | 상행                                                    | 쓰루오카 · 무라카미 · 니가타 방면                       |
| 4 | ■ 리쿠우사이 선 | 하행                                                    | (신조 발) 사카타 방면                                   |
| 5 | ■ 리쿠우사이 선 |                                                         | 후루쿠치 · 신조 방면                                    |

## 이용 현황
| 연도     | 1일 평균 | 연도     | 1일 평균 |
| 2000년도 | 774      | 2008년도 | 573      |
| 2001년도 | 768      | 2009년도 | 543      |
| 2002년도 | 755      | 2010년도 | 527      |
| 2003년도 | 713      | 2011년도 | 519      |
| 2004년도 | 679      | 2012년도 | 538      |
| 2005년도 | 647      | 2013년도 | 567      |
| 2006년도 | 607      | 2014년도 | 510      |
| 2007년도 | 590      |          |          |
| -------- | -------- | -------- | -------- |

## 역 주변
- 쇼나이 정청

## 인접 역
| 동일본 여객철도 우에쓰 본선   | 동일본 여객철도 우에쓰 본선 | 동일본 여객철도 우에쓰 본선 |
| ----------------------------- | --------------------------- | --------------------------- |
| 니시부쿠로 니쓰 방면          | ■ 우에쓰 본선               | 기타아마루메 아키타 방면    |
| 동일본 여객철도 리쿠우사이 선 |                             |                             |
| 가리카와 신조 방면            | □ 특급 '모가미가와'         | 사카타 사카타 방면          |
| 미나미노 신조 방면            | ■ 보통                      | 시·종착역                   |